# Ulytau (Band)
Ulytau (kasachisch für Großer Berg) ist ein Folk-Metal-Trio aus Kasachstan. Ihre Musik kombiniert Instrumente wie Violine und die traditionelle Dombra mit E-Gitarren.

## Geschichte
Ulytau wurde im Jahr 2001 von dem Produzenten Kydyrali Bolmanov gegründet, mit der Idee, westliche und fernöstliche Musik zu kombinieren. So werden Stücke von Qurmanghazy, Antonio Vivaldi, Niccolò Paganini und Johann Sebastian Bach mit elektronischen und klassischen Instrumenten neu gemischt. Die Gruppe hatte schon diverse Auftritte weltweit, so zum Beispiel in Deutschland, England, Schottland, Polen, USA, Türkei, China, Japan und Russland. Die Band wurde 2001 mit der „Golden Disc“ für ihren Song „Aday“ ausgezeichnet, der auf einer Komposition von Sagyrbayuly basierte. Ihr Debüt-Album Jumyr-Kylysh erschien 2006. 2009 erschien das Album unter dem Namen Two Warriors auch in Deutschland.

## Diskografie
- 2006: Jumyr-Kylysh (re-release in Deutschland als Two Warriors (2009))

## Musikvideos
- 2002: Tjurk
- 2006: Akjelen
- 2006: Jumyr kylysh
- 2013: Novyj den